# Mojomalang
Mojomalang is een bestuurslaag in het regentschap Tuban van de provincie Oost-Java, Indonesië. Mojomalang telt 3655 inwoners (volkstelling 2010).